# 2003 en cyclisme
| Années du cyclisme : 2000 - 2001 - 2002 - 2003 - 2004 - 2005 - 2006    |
| Décennies du cyclisme : 1970 - 1980 - 1990 - 2000 - 2010 - 2020 - 2030 |

Les faits marquants de l'année 2003 en cyclisme.

## Principaux décès
- 12 mars : Andrei Kivilev, cycliste kazakh. (° 21 septembre 1973).
- 15 mai : Rik Van Steenbergen, cycliste belge. 9 septembre 1924.
- 3 juin : Fabrice Salanson, cycliste français. (° 17 novembre 1979).
- 20 juillet : Lauri Aus, cycliste estonien. (° 4 novembre 1970).
- 6 décembre : José María Jiménez, cycliste espagnol. (° 6 février 1971).